# 哥吉拉的逆襲
《哥吉拉的逆襲》是1955年4月24日上映的日本電影，哥吉拉系列電影的第2部作品，此片以黑白畫面攝製，並為往後特攝電影開創了「大怪獸對決」的風格，日本觀眾人數達到834萬人。

## 劇情概要
月崗駕駛的螢105號調查機發現松魚魚群的下落，而小林駕駛的104號調查機則因飛機出問題而迫降在岩手島，月崗前去幫忙，沒想到兩人在島上居然目睹到哥吉拉和安基拉斯的蹤跡

## 登場怪獸
- 水爆大怪獸哥吉拉
- 暴龍安基拉斯

## 演員
- 山根恭平博士：志村喬
- 月岡正一：小泉博
- 小林弘治：千秋實
- 山路秀美：若山セツ子
- 田島隊員：土屋嘉男
- 山路耕平：笠間雪雄
- 井上やす子：木匠マユリ
- 芝木信吾：澤村宗之助
- 田所博士：清水將夫
- 警視總監：笈川武夫
- 防衛隊隊長：山田巳之助
- 寺澤隊長：恩田清二郎
- 船艇隊長：山本廉
- 海洋漁業課長：土屋博敏
- 哥吉拉：中島春雄
- 安基拉斯：手塚勝巳

## 製作人員
- 監製：田中友幸
- 特技導演：圓谷英二
- 導演：小田基義
- 原作：香山滋
- 編劇：村田武雄、日高繁明
- 音樂：佐藤勝